# SMACS J0723.3-7327
SMACS J0723.3-7327 (також відоме як SMACS 0723) — скупчення галактик на відстані приблизно 4 мільярдів світлових років від Землі, розташоване в сузір'ї Летючої Риби. 
Його можна спостерігати с Південної півкулі; скупчення є об'єктом для дослідження телескопом Габбл та інших, з метою кращого пізнання глибокого минулого Всесвіту. 
Телескопом Джеймс Вебб було отримано найбільш детальне зображення SMACS 0723. 
Раніше скупчення спостерігали телескопами Планк та Чандра.